# Greatest Hits, Etc.
Greatest Hits, Etc. är Paul Simons första samlingsskiva, utgiven i november 1977.
Albumet består av låtar från de tre soloalbumen Paul Simon, There Goes Rhymin' Simon och Still Crazy After All These Years plus två helt nya låtar, "Slip Slidin' Away" och "Stranded in a Limousine" (bägge senare utgivna på andra samlingar). Live-versionen av "American Tune" finns däremot inte utgiven på annat håll.
Albumet nådde Billboardlistans 18:e plats.
På den Englandslistan nådde det 6:e plats.

## Låtlista
Samtliga låtar skrivna av Paul Simon.
Singelplacering i Billboard inom parentes. Placering i England=UK 
1. "Slip Slidin' Away" - 4:43 (#5, UK #36)
2. "Stranded in a Limousine" - 3:09
3. "Still Crazy After All These Years" - 3:24
4. "Have a Good Time" - 3:25
5. "Duncan" - 5:03 (#52)
6. "Me and Julio Down by the Schoolyard" - 2:45 (#22, UK #15)
7. "Something So Right" - 4:34
8. "Kodachrome" - 3:32 (#2)
9. "I Do It for Your Love" - 3:35
10. "50 Ways to Leave Your Lover" - 3:33 (#1, UK #23)
11. "American Tune" - 4:09 (#35)
12. "Mother and Child Reunion" - 2:50 (#4, UK #5)
13. "Loves Me Like a Rock" - 3:28 (#2, UK #39)
14. "Take Me to the Mardi Gras" - 3:28 (UK #7)